# 神田佐久間河岸

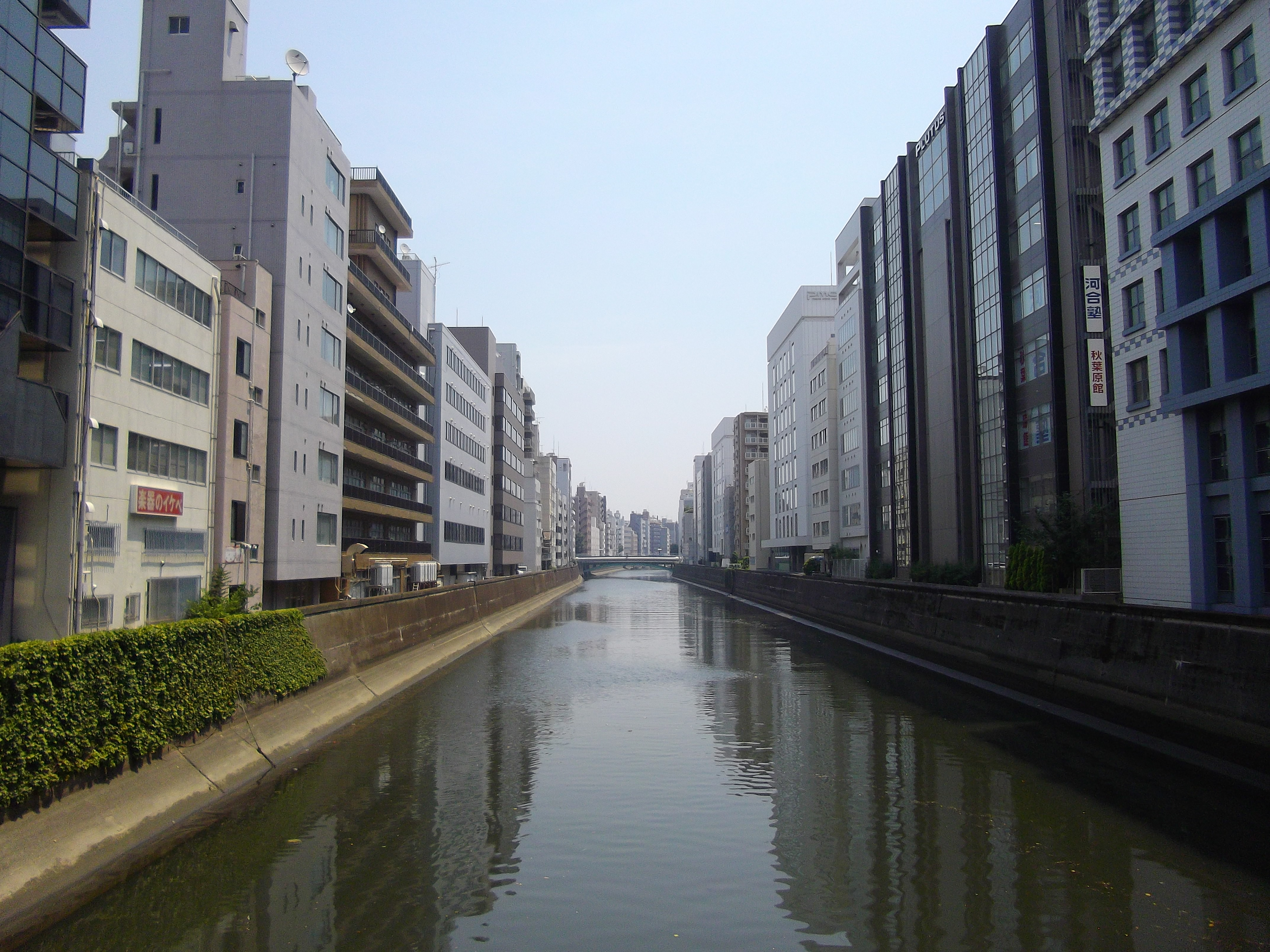
和泉橋より東に神田川を眺める。左側が神田佐久間河岸

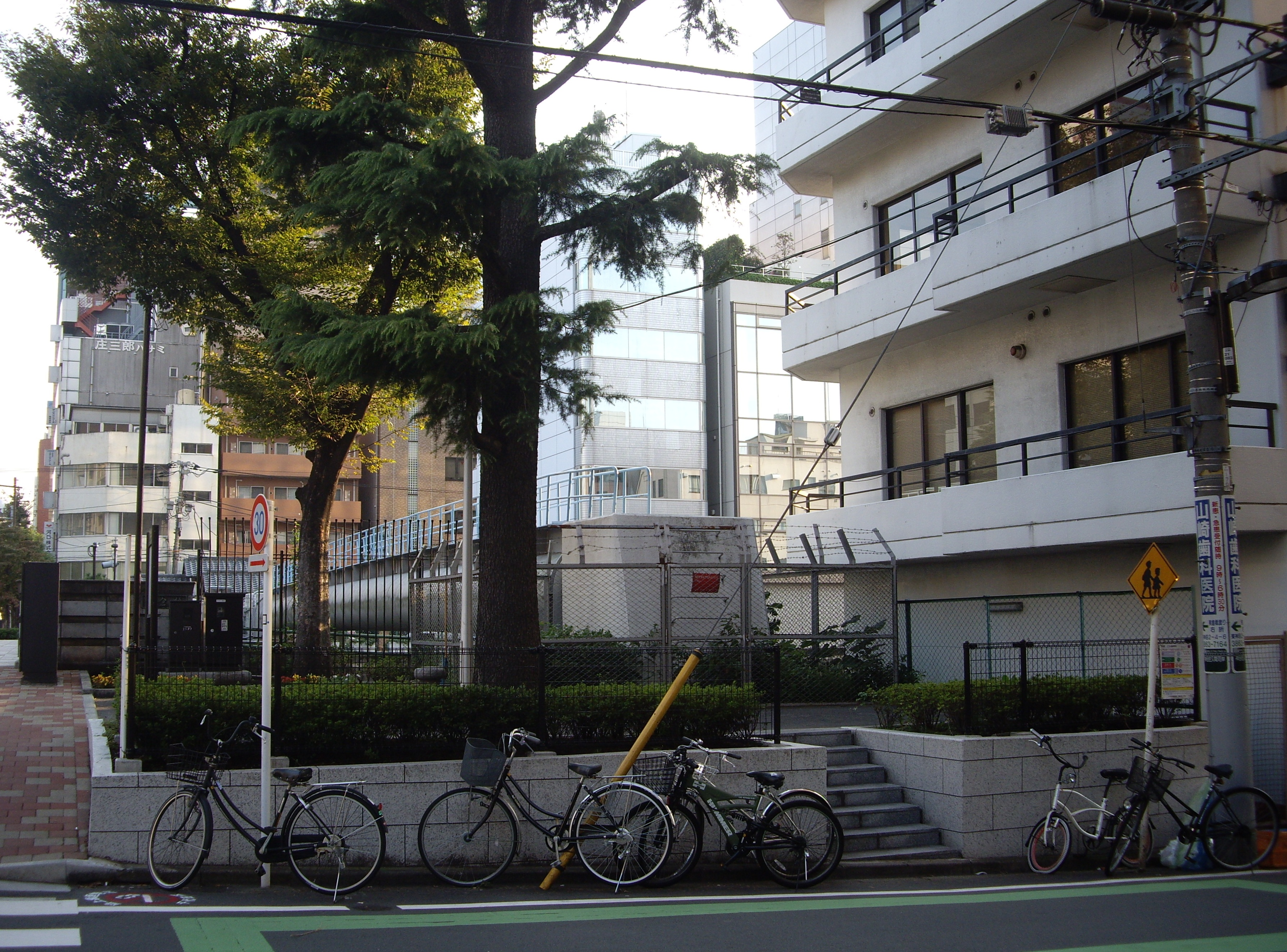
美倉橋北児童遊園（神田佐久間河岸92号地）

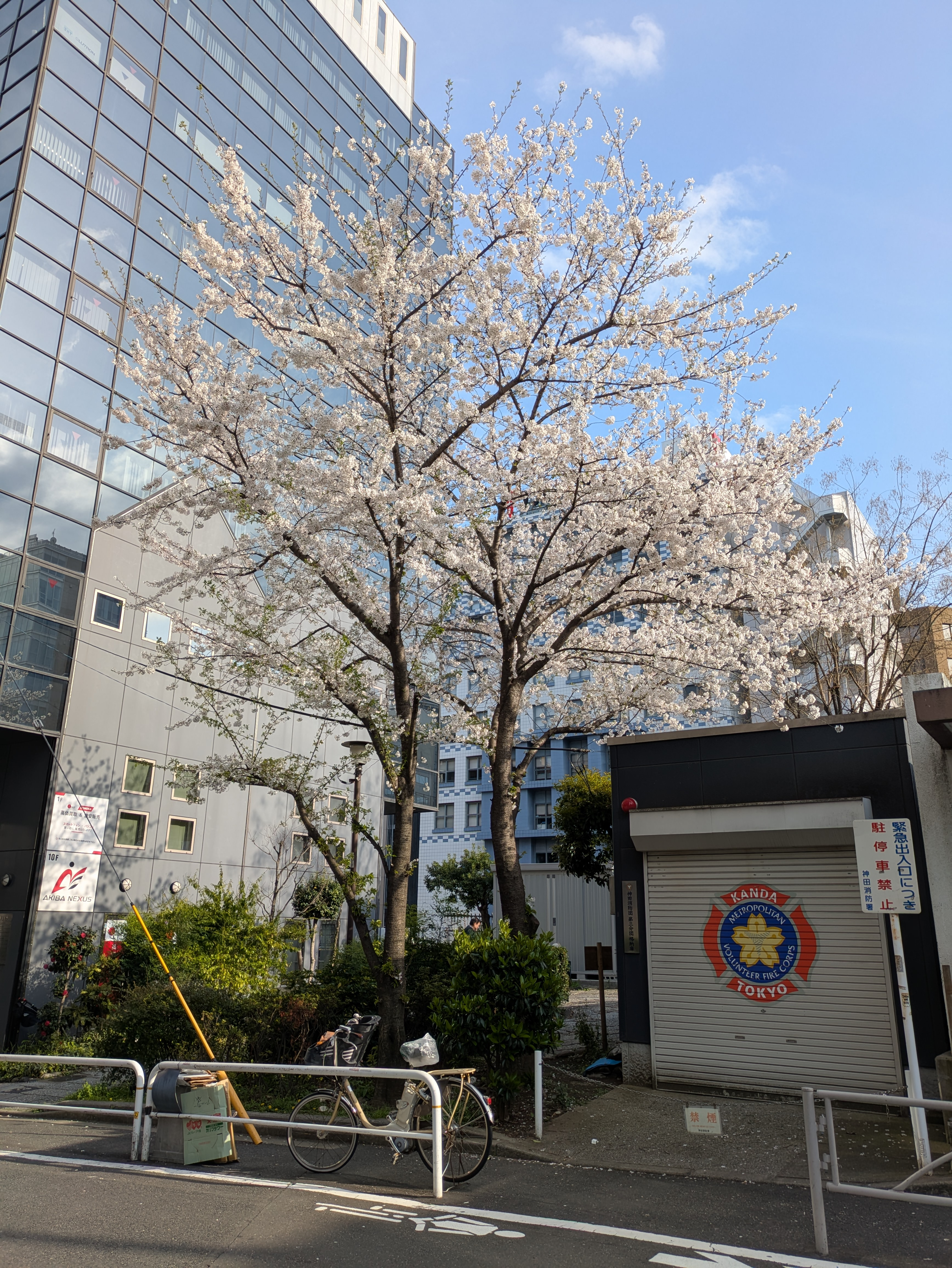
和泉橋緑地

神田佐久間河岸（かんださくまがし）は、東京都千代田区の町名。住居表示未実施地域であり、丁目の設定のない単独町名である。当町における住所表記は「神田佐久間河岸○○番地」ではなく「神田佐久間河岸○○号地」である。

## 地理
千代田区北東部に位置する。東西に長い町域内には中層建造物が立ち並び、町域の南端を神田川が流れる。また、東端に清洲橋通りが通り、神田川には美倉橋が掛けられているほか、西端には昭和通り（昭和通り上に首都高速1号上野線も併設）が通り、こちらも神田川に和泉橋が掛けられている。美倉橋に隣接して、町域内唯一の公共施設である千代田区立美倉橋北児童遊園があり、西部には昭和通り沿い地下を通る東京メトロ日比谷線秋葉原駅の4番出口が置かれている。東は東神田、西・北は神田佐久間町、南は神田川を挟んで岩本町・東神田と接している。

### 河川
- 神田川 - 町域南端を流れる一級河川。町名の由来となる河岸は神田川に設置された。

## 歴史
この地は江戸時代から神田川に沿った河岸場となっていた。また、神田川から運河がひかれ、東北地方から薪炭や米などが陸揚げされ秋葉原貨物駅に運ばれていた時期がある。1889年（明治22年）に隣接する「佐久間町」に因んだ「佐久間河岸」が行政地名となり、1947年（昭和22年）の千代田区成立に伴い、旧区名の神田を冠して現町名となる。

## 世帯数と人口
2025年（令和7年）3月1日現在（千代田区発表）の世帯数と人口は以下の通りである。
- 世帯数 : 87世帯
- 人口 : 105人

### 人口の変遷
国勢調査による人口の推移。
| 年                 | 人口 |
| ------------------ | ---- |
| 1995年（平成7年）  | 35   |
| 2000年（平成12年） | 23   |
| 2005年（平成17年） | 33   |
| 2010年（平成22年） | 60   |
| 2015年（平成27年） | 119  |
| 2020年（令和2年）  | 91   |

### 世帯数の変遷
国勢調査による世帯数の推移。
| 年                 | 世帯数 |
| ------------------ | ------ |
| 1995年（平成7年）  | 14     |
| 2000年（平成12年） | 8      |
| 2005年（平成17年） | 17     |
| 2010年（平成22年） | 34     |
| 2015年（平成27年） | 98     |
| 2020年（令和2年）  | 72     |

## 学区
区立小・中学校に通う場合、学区は以下の通りとなる（2017年8月現在）。なお、千代田区の中学校では学校選択制度を導入しており、区内全域から選択することが可能。
- 区域 : 
  - 小学校 : 千代田区立和泉小学校
  - 中学校 : 千代田区立麹町中学校 または 千代田区立神田一橋中学校

## 事業所
2021年（令和3年）現在の経済センサス調査による事業所数と従業員数は以下の通りである。
- 事業所数 : 93事業所
- 従業員数 : 1,675人

### 事業者数の変遷
経済センサスによる事業所数の推移。
| 年                 | 事業者数 |
| ------------------ | -------- |
| 2016年（平成28年） | 91       |
| 2021年（令和3年）  | 93       |

### 従業員数の変遷
経済センサスによる従業員数の推移。
| 年                 | 従業員数 |
| ------------------ | -------- |
| 2016年（平成28年） | 1,663    |
| 2021年（令和3年）  | 1,675    |

## 施設
- 和泉橋
- 美倉橋
- 美倉橋北児童遊園
- スズケン東京支店

## その他

### 日本郵便
- 郵便番号 : 101-0026[4]（集配局 : 神田郵便局[17]）。